# Stade Atatürk d'Izmir
Pour les articles homonymes, voir Atatürk (homonymie).
Le stade İzmir Atatürk est un stade olympique se situant à İzmir en Turquie.

## Histoire
Il a été construit pour les Jeux méditerranéens de 1971. Il est aussi le troisième plus grand stade de Turquie avec une capacité de 51 295 places.
Le Stade İzmir Atatürk est le plus grand stade de Turquie ayant 8 000 m² d’emplacement pour l’athlétisme.
85 000 personnes ont assisté à la rencontre entre Karşiyaka et Göztepe[Quand ?], ce qui constitue un record mondial d'affluence pour une division autre que la première[réf. nécessaire].
Il a été restauré en 2005 pour les jeux Universiade d'été 2005.
Le stade est utilisé par Göztepe, Karşiyaka SK, Altay, Izmirspor selon les disponibilités.